# Bisamberg (bjerg)
Bisamberg er et 358 meter højt bjerg i Niederösterreich, hvis sydlige udløb når til Wiens 21. bezirk (Floridsdorf).

## Geografi
Det meste af Bisamberg ligger i kommuneområdet af samme navn, Bisamberg. Derudover ligger bjerget også delvist i kommunerne Langenzersdorf og Hagenbrunn såvel som i Wiens bydel Floridsdorf.
Mod syd falder bjerget stejlt mod Donau og udgør sammen med det overforliggende bjerg Leopoldsberg Donaus gennemløb gennem Wienerporten. Geologisk er bjerget en fortsættelse af flyschzonen i Wienerwald nord for Donau. Egeskov og småflora med pannonisk islæt udgør den væsentligste bevoksning. Ydermere har de Lössdækkede skråninger været brugt til vinavl i århundreder.

## Historie
Bisamberg har været beboet i årtusinder. Fund fra den ældre og den yngre stenalder giver her eksempler på de ældste beviser for kobberarbejder i Østrig. I slutningen af den yngre stenalder var der også stadig en keltisk koloni på bjerget.
48°18′49″N 16°22′44″Ø / 48.31361°N 16.37889°Ø